# Stenotarsia vittata
Stenotarsia vittata är en skalbaggsart som beskrevs av Pouillaude 1919. Stenotarsia vittata ingår i släktet Stenotarsia och familjen Cetoniidae. Inga underarter finns listade i Catalogue of Life.